# Owen Pallett
Owen Pallett (ur. 7 września 1979) – skrzypek i piosenkarz z Toronto w Kanadzie. 
Jest twórcą projektu Final Fantasy. Na koncertach używa samplera sterowanego pedałami nożnymi. W ten sposób grając na skrzypcach tworzy coraz to nowe pętle rozbudowując utwór.
Pod szyldem Final Fantasy wydał dwie płyty:
- 2005
  - Has a Good Home
- 2006
  - He Poos Clouds

Oprócz tego współpracował z takimi artystami jak Arcade Fire, The Luyas, Joanna Newsom, Destroyer, Patrick Wolf, Bloc Party, Beirut, The Last Shadow Puppets
Dodatkowo wspomaga The Arcade Fire na koncertach.
11.01.2010 ukazał się album „Heartland” - pierwszy longplay Palleta sygnowany jego własnym nazwiskiem.